# 東御市民病院
東御市民病院（とうみしみんびょういん）は、長野県東御市にある医療機関である。旧名は東部町立ひまわり病院。

## 診療科
内科、外科、整形外科、泌尿器科、小児科、眼科、リハビリテーション科、アレルギー科、産婦人科がある。

## 沿革
- 長野県小県郡東部町に東部中央病院が民間病院施設として開業する。
- 1993年（平成5年）9月 - 東部町立ひまわり病院の病院開設許可。
- 1993年（平成5年）11月 - 病院の愛称が公募により「ひまわり病院」に決定する。
- 1994年（平成6年）4月1日 - 長野県小県郡東部町が既存の東部中央病院を公立とし、東部町立ひまわり病院として開院した。
- 2003年（平成15年）10月6日 - 病院を東部町鞍掛（福祉の森）に移転し、現在の新病院での診療開始。
- 2004年（平成16年）4月 - 東御市発足に伴い、東部町立ひまわり病院から東御市民病院に改名。

## 所在地
- 所在地：〒389-0502 長野県東御市鞍掛198番地
- 旧所在地：〒389-0517 長野県東御市県165-1

## 交通
- しなの鉄道線田中駅で下車、巡回バスあり。
- 上信越自動車道東部湯の丸ICから約5分。